# Watkinsville
Watkinsville – miasto w Stanach Zjednoczonych, w stanie Georgia, siedziba administracyjna hrabstwa Oconee.